# Костел Різдва святого Йоана Хрестителя (Куропатники)
Костел Різдва святого Йоана Хрестителя в Куропатниках — римсько-католицька церкви в селі Куропатниках Тернопільської области України.

## Відомості
- 1892 — зведено мурований філіальний костел, який освятив єпископ Ян Пузина.
- 1896 — заснована парафіяльна експозитура, яка згодом стала парафією.
- 1920 — відновлено святиню, яку було пошкоджено під час Першої світової війни. Чин освячення здійснив єпископ Болеслав Твардовський.
- 1920-і — збудовано дзвіницю та парафіяльний дім.
- 2003 — костел повернуло римсько-католицькій громаді, яка у 2004 році розпочала відновлювати святиню.
- 24 червня 2014 — архієпископ Мечислав Мокшицький освятив відремонтований храм, який в радянський період використовували як колгоспний склад.